# Рамбутан
Рамбутан, також нефеліум (Nephelium lappaceum) — вічнозелене тропічне дерево родини сапіндові та його їстівний плід. Зростає у вологому тропічному кліматі. Походить з Південно-Східної Азії, але культивується також у Південній Азії, екваторіальній Африці, в Центральній Америці, Австралії. Найбільший виробник рамбутанів у світі — Таїланд. Створено декілька сотень культурних сортів, які розрізняються формою, кольором та смаком плодів. Плоди соковиті, солодкі або кислі, вживаються в їжу сирими, консервованими, у складі страв малайської, індонезійської, тайської кухні. Плоди, листя, корені та кора використовуються в традиційній медицині, а деревина — в будівництві.

## Назва
Назва походить від малай. rambut («волосся») що пов'язане з характерними виростами на шкірці плоду. Подібна назва французькою: фр. litchi chevelu, «волохатий лічі». В'єтнамська назва «chom-chom» перекладається як «розпатлана зачіска». Тайською назва звучить як «нго» чи «нго пруан». Видова латинська назва лат. lappaceum перекладається як «реп'яхоподібний».

## Опис

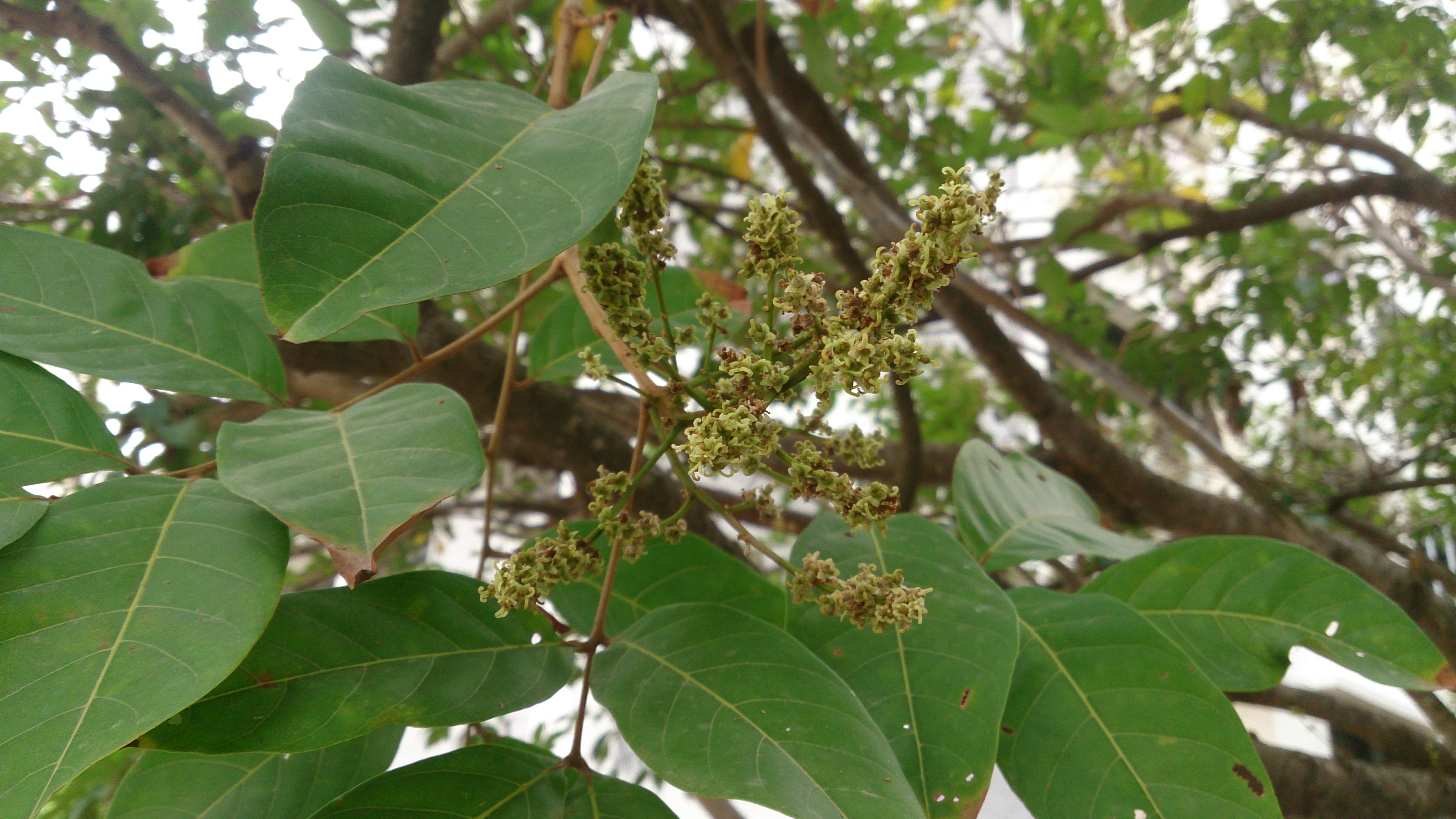
Листя й суцвіття рамбутану

Вічнозелене дерево, висотою 10—20 метрів. Втім, висоти 12-20 метрів досягають лише ті дерева, що виросли з насіння, а саджанці, отримані шляхом вегетативного розмноження, зазвичай не перевищують 12 м. Стовбур рамбутана прямий, від нього відходять товсті гілки, що формують крону. Кора злегка шорстка, сірого або червонуватого кольору. Листки парноперисті, 10—30 см у довжину, складаються з 3—11 листочків. На нижній поверхні листка знаходяться домації, невеличкі горбики тканини між центральною та вторинними жилками.
Квітки дрібні, 2,5—5 мм діаметром, актиноморфні, білуваті, жовтуваті або зеленуваті, оцвітина сформована лише 4-7 чашолистками, пелюстки відсутні, або наявні 4 редуковані. Квітки зібрані у термінальні суцвіття. Рослини можуть бути як дводомними, так і однодомними чоловічими. У чоловічих квіток розвиваються лише тичинки.
Плід овальний чи округлий, 3—7 см завдовжки та 3—5 см завширшки, масою 25-95 грамів кожен. Плоди достигають у китицях по 10—20 разом. Шкіряста оболонка червонувата (у низки сортів жовта, жовто-зелена або жовтогаряча), вкрита м'якими м'ясистими волосками. М'якуш плоду напівпрозорий, білий або злегка рожевий, солодкий із легким кислуватим присмаком, дещо нагадує виноград. М'якуш становить 45—50 % від маси плодів. З ботанічної точки зору м'якуш плоду є принасінником, тобто виростом сім'яніжки.
Насінина одна, світло-коричнева, 1—1,3 см завдовжки, за консистенцією схожа на горіх. Неїстівна у сирому вигляді, але вживається в їжу після кулінарної обробки.

## Спосіб життя

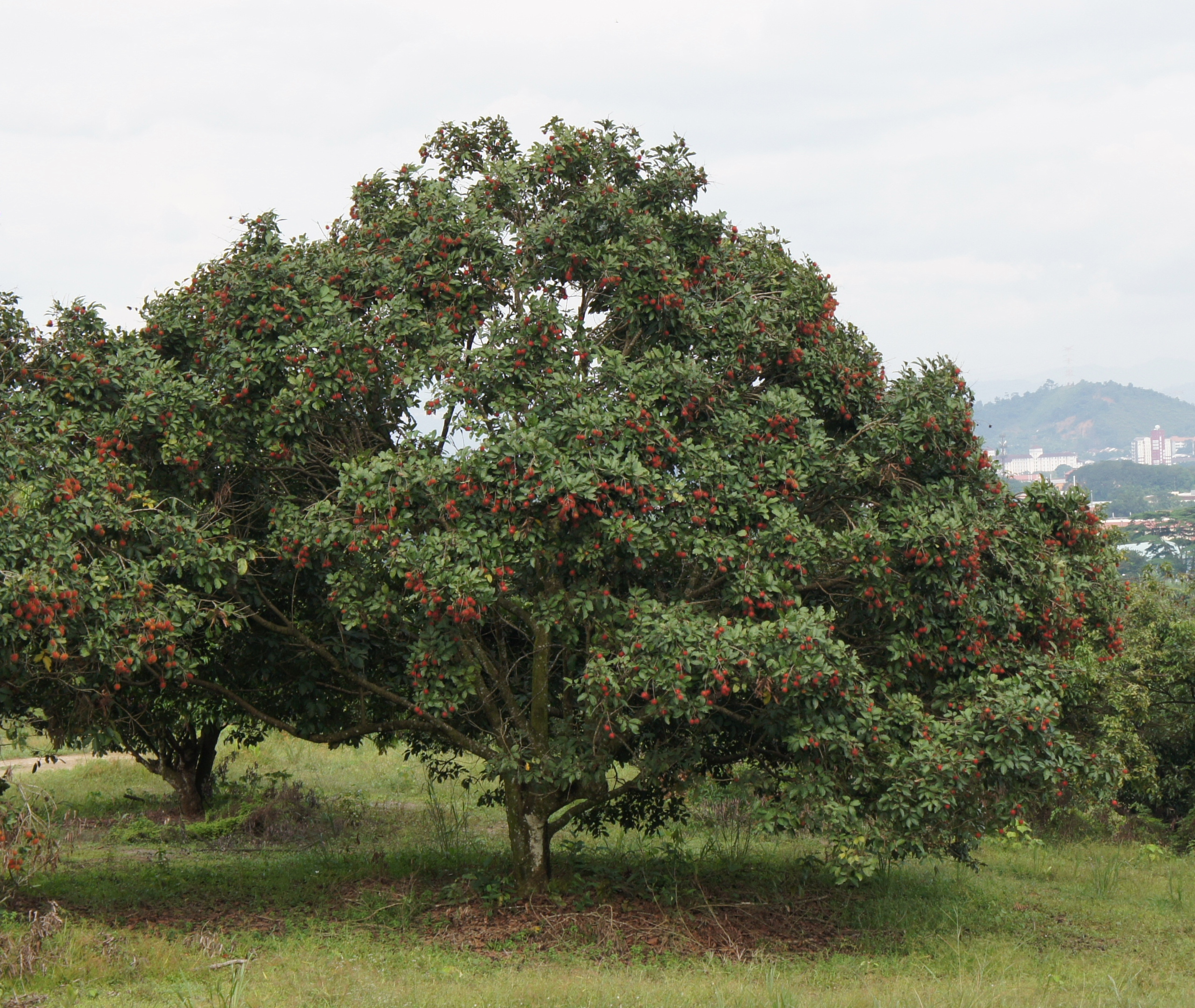
Рамбутан у саду (Селангор, Малайзія)

Рамбутан росте у тропічному та екваторіальному кліматі при температурі 22—35 °C на висоті до 600 м над рівнем моря. Зазвичай мешкає та культивується в екваторіальній зоні між 17° північної та південної широти. Зростає у первинних та вторинних тропічних лісах, формуючи нижній або середній ярус деревної рослинності. Найкраще дерева ростуть на багатих суглинках або глинистих ґрунтах.
При температурах нижче 10 °C молоді деревця гинуть, зрілі дерева переживають короткочасні температури до 4 °C, але при цьому втрачають значну частину листя. Рамбутан здатний витримати тривалий період посухи, при сухих вітрах край листя буріє. Низька вологість та сильний вітер під час дозрівання плодів може призвести до випаровування з поверхні волосків шкірки та призводить до втрати товарного виду плодів.
На початку життя рамбутан росте швидко, проте ріст уповільнюється за півроку. Дерева плодоносять з 5-6-го року не менше 35-40 років. Рамбутан живе до 60 років. У Малайзії дерево квітне двічі на рік (березень-травень і серпень-жовтень), а в Коста-Риці — один раз (квітень-червень). Запашні квітки рамбутану приваблюють багато запилювачів, насамперед бджіл. Також квітки запилюються мухами та мурахами. Плоди достигають за 15—18 тижнів.
Одне дерево здатне виробити понад 5000—6000 плодів або 60—70 кг, хоча окремі дерева продукували й до 200 кг плодів.

## Ареал
Походить з Індокитаю, Малайзії, Індонезії. В дикому вигляді відомий з Таїланду, континентальної Малайзії, островів Індонезії, Борнео, Філіппін. Припускається наявність первинних диких популяцій у В'єтнамі та Камбоджі, але це потребує підтвердження. Зустрічається в низинах на висоті до 600 м над рівнем моря. Дикий рамбутан є звичайним у Сараваку та Сабаху на Борнео, великі популяції відомі з Філіппінів. Культурні форми поширені людиною в Південній Азії, Африці, Австралії, Південній та Центральній Америці.

### Охорона диких популяцій
Рамбутан внесено до Червоного списку Міжнародного союзу охорони природи зі статусом «у найменшій небезпеці». Разом з тим, у списку зауважено, що стан диких популяцій необхідно дослідити, а також сприяти збереженню генетичного різноманіття виду.

## Культивування людиною
Рамбутан вирощується людиною заради соковитих плодів з доісторичних часів у Південно-Східній Азії. Звідти рамбутани поширилися до Індії та Шрі-Ланки. У Таїланді культивування рамбутану розпочалося лише наприкінці XIX століття. У ранньому середньовіччі арабські торговці завезли цю культуру на острови Занзібар та Пемба. В XIX—XX століттях рамбутани стали вирощувати в Суринамі, на узбережжі Колумбії, Еквадору, Гондурасу, Коста-Рики, Тринідаду, Куби. Спроби інтродукувати рамбутан у США закінчилися невдачею. Його культивують також на Пуерто-Рико та на півдні Мексики (область Соконуско, штат Чіапас). На початку XX століття рамбутан почали вирощувати в інших країнах Африки — Демократичній Республіці Конго, Мадагаскарі, Південній Африці, Маврикії, Габоні тощо. В Австралії перші спроби інтродукції рамбутанів були здійснені у 1930-ті роках у Квінсленді. Пізніше, у 1970-ті були завезені сортові саджанці з Малайзії та інших країн.

### Розведення

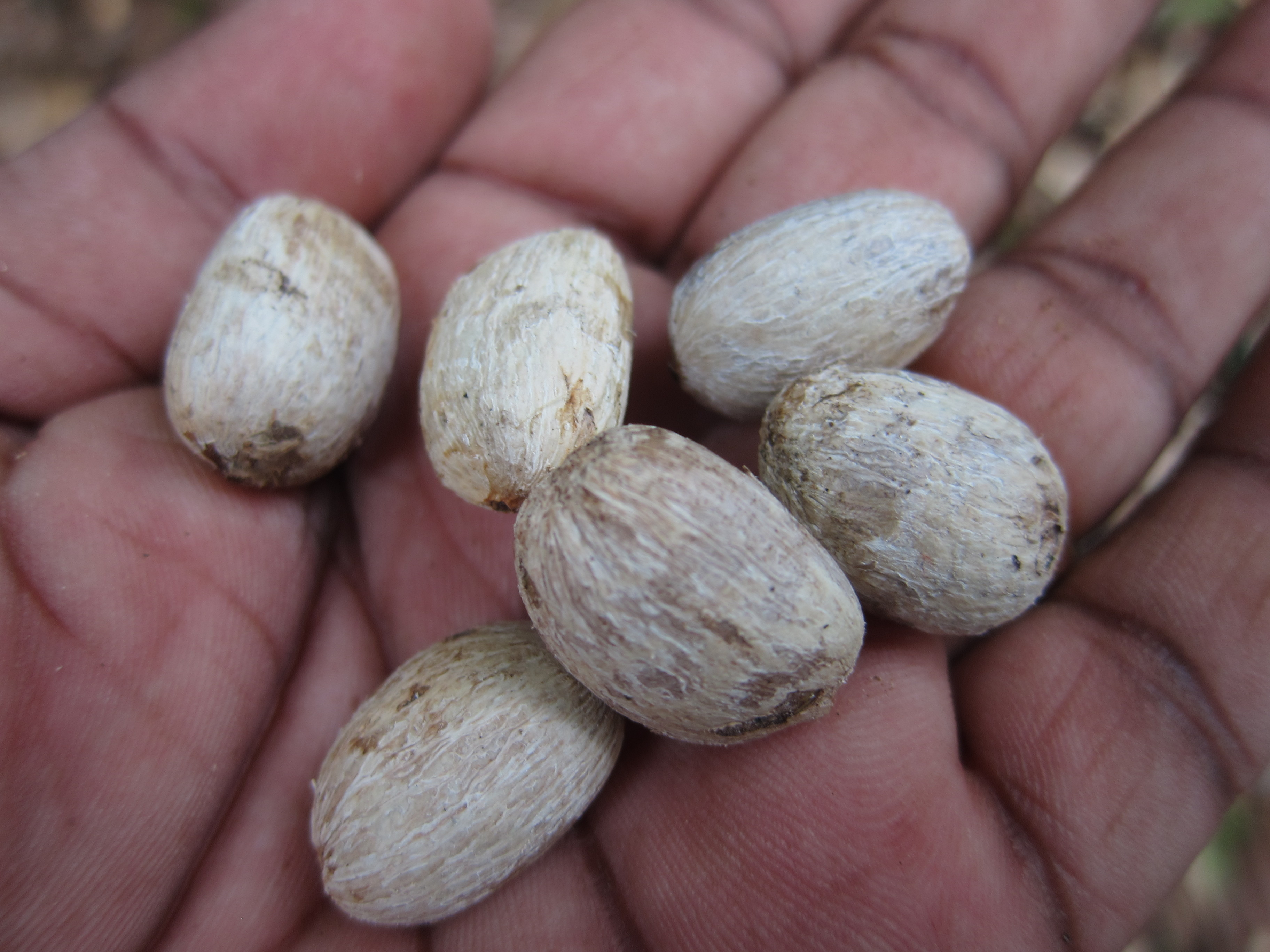
Очищене насіння рамбутану

Розводять рамбутан вегетативно (щепленням, відводками, брунькуванням) та з насіння. Насіння після відділення від плоду промивають (оскільки сік плоду пригнічує проростання) та закопують горизонтально у ґрунт. Насіння проростає за 9-25 діб. Схожість насіння 2-денного віку становить близько 90 %, але швидко падає з часом — через тиждень після видалення з плоду досягає лише 50-65 %. Висушування на сонці або пересушування при 30 °C вбиває насіння. Промите насіння можна зберігати у вологій тирсі або сфагнумі до місяця.
З насіння виростає деревце, при чому на 4-5 гермафродитів буває 7 чоловічих (безплідних) дерев. Лише 5 % гермафродитних дерев дають нормальні врожаї, тому важливим способом розведення є вегетативне розмноження. Найбільш ефективним є прищеплення бруньки на стовбур, хоча використовують й інші техніки. Прищеплена гілка може квітнути вже за 2,5-3 роки після щеплення.

### Сорти

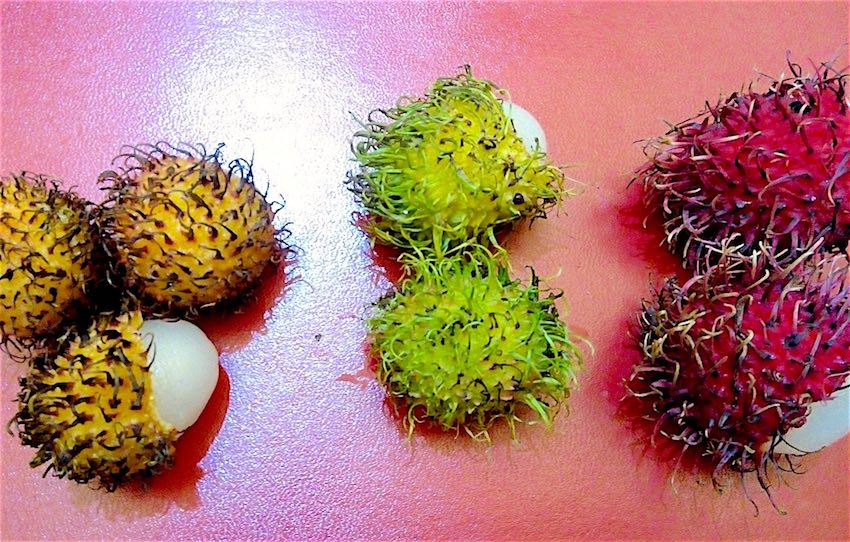
Стиглі плоди рамбутану трьох кольорів (Мінданао, Філіппіни)

Виділяють окремі різновиди рамбутану, переважно за забарвленням та розміром плодів. Окремі назви мають декілька десятків таких різновидів у Малайзії та Індонезії. У 1950-х роках за спеціальною програмою селекції у Філіппінах було виведено 21 сорт рамбутану. Основні сорти в Таїланді — це Rongrian, на який припадає до 77 % всіх посадок рамбутану, та Si Chomphu. Плоди обох сортів мають м'якуш, що легко відокремлюється від насіннєвої оболонки. В Індонезії найбільш комерційно успішні сорти Binjai, Rapiah, Lebak Bulus, Garuda. Серед популярних сортів у Філіппінах — Seematjan, Seenjonja та Maharlika. В Австралії вирощують рамбутани сортів групи «Класичні червоні», серед яких Bijai, Jitlee, R134, R156 (червоний), R162, R167.
У 2012 році дослідники з Філіппін повідомили, що обробка гібереліновою кислотою призводить до появи плодів рамбутану без насіння.

### Виробництво

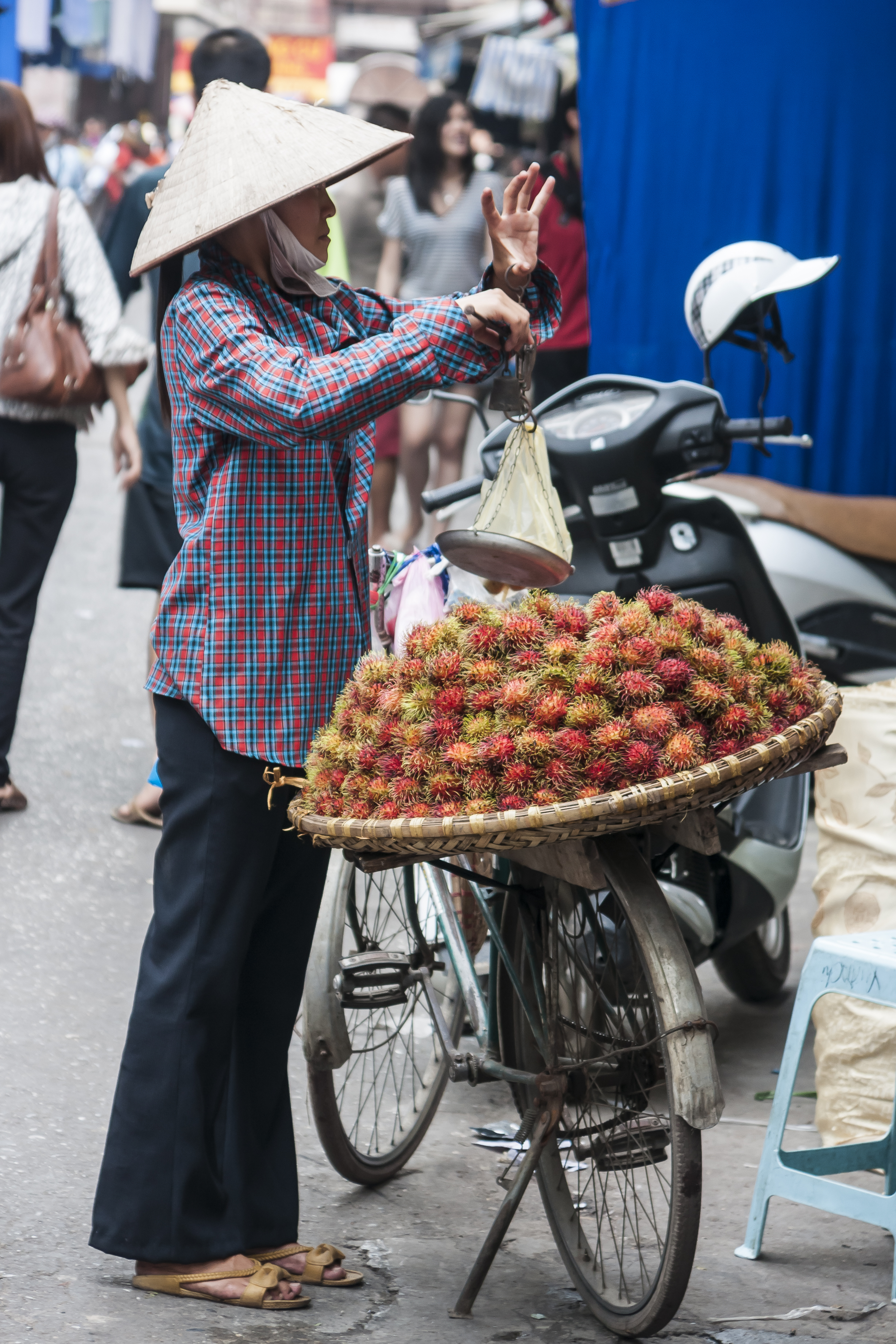
Торгівля рамбутанами в Ханої (В'єтнам)

Станом на 2000-ні роки найбільшим виробником свіжих рамбутанів залишається Таїланд. У 2005 році Таїланд, Малайзія та Індонезія виробили 1,3 мільйона тонн рамбутанів, причому майже 519 тисяч тонн виробив Таїланд. Слід зазначити, що більшість рамбутанів пішли на внутрішній ринок, а лише 2,5 % були експортовані у вигляді консервованих плодів.
Максимальне виробництво рамбутанів у Таїланді припало на 2012 рік, коли було вироблено 11,2 мільйона тонн плодів, у 2013—2016 роках виробництво коливалося від 2,2 до 6,7 мільйона тонн. Індонезія станом на початок 2000-х років виробляла 260—350 тисяч тонн рамбутану на рік. Виробництво рамбутанів у Філіппінах невелике, у 2010 році склало тільки 12,7 тисячі тонн. Австралія виробляє станом на 2016 рік менше 1 тисячі тонн рамбутанів.

## Застосування
Вживається у їжу сирим або консервованим. Перероблюється у джеми, желе. Насінина багата на олію, зокрема на арахінову та олеїнову жирні кислоти. Використовується у харчовій промисловості та при виробленні мила. Корінь, кора та листя використовуються для вироблення фарб. Деревину також використовують у будівництві, хоча вона при швидкому висиханні схильна розтріскуватися.
Зібрані стиглі плоди погано зберігаються. Шкірка швидко стає бурою через висихання та розвиток патогенів. Через це транспортування та продаж рамбутанів у віддалених країнах ускладнені. Для подовження часу життя плодів їх зберігають при знижених температурах (5-15 °C) та високій вологості (90-95 %).
Гниття плодів рамбутану до й після збирання викликають різноманітні мікроорганізми, зокрема аскомікотовий гриб Calonectria hongkongensis, Gliocephalotrichum microchlamydosporum, Lasiodiplodia  theobromae, Glomerella cingulata тощо. З плодів 1923 року французьким ученим Анрі Буларом (фр. Henri Boulard) виділено споріднений до пивних дріжджів (Saccharomyces cerevisiae) вид Saccharomyces boulardii..

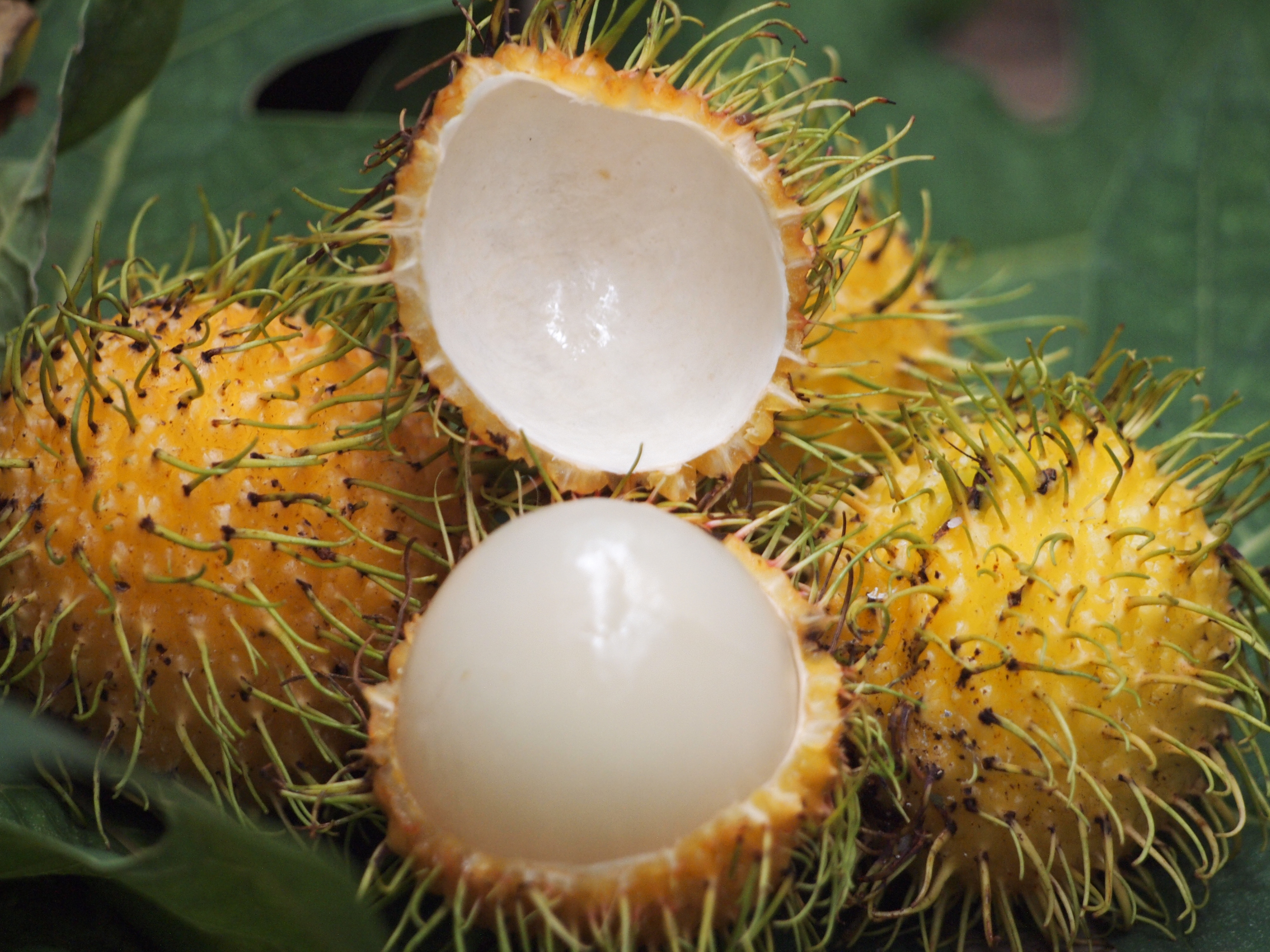
Розрізаний плід рамбутану (Малайзія)

### Хімічний склад
На 100 грамів очищеного м'якуша рамбутану припадає:
| Речовини             | Очищений свіжий м'якуш | Консервований у власному соку м'якуш |
| -------------------- | ---------------------- | ------------------------------------ |
| Вода                 | 82,9 г                 | 78,04 г                              |
| Клітковина           | 1,1 г                  | 0,9 г                                |
| Білки                | 0,9 г                  | 0,65 г                               |
| Жири                 | 0,1 г                  | 0,21 г                               |
| Вуглеводи            | 14,5 г                 | 20,87 г                              |
| Мінерали             | —                      | 0,23 г                               |
| Кальцій              | —                      | 22 мг                                |
| Залізо               | —                      | 0,35 мг                              |
| Магній               | —                      | 7 мг                                 |
| Фосфор               | —                      | 9 мг                                 |
| Калій                | —                      | 42 мг                                |
| Натрій               | —                      | 11 мг                                |
| Цинк                 | —                      | 0,08 мг                              |
| Мідь                 | —                      | 0,066 мг                             |
| Марганець            | —                      | 0,343 мг                             |
| Вітамін A            | 4 МО                   | 1 МО                                 |
| Вітамін C            | 31 мг                  | 4,9 мг                               |
| Тіамін               | —                      | 0,013 мг                             |
| Рибофлавін           | —                      | 0,022 мг                             |
| Ніацин               | —                      | 0,018 мг                             |
| Пантотенова кислота  | —                      | 0,018 мг                             |
| Вітамін B6           | —                      | 0,02 мг                              |
| Фолати               | —                      | 8 мкг                                |
| Енергетична цінність | 264 кДж                | 343 кДж /82 ккал                     |

У шкірці плоду рамбутана міститься низка танінів, зокрема гераніїн, елагова кислота, корілагін. Гераніїн має низку біологічних активностей, серед яких пригнічення вірусу денге 2-го типу, вплив на метаболізм за умов ожиріння тощо.
У складі насіння рамбутану виявлено 12-14 % білка, 37-39 % жирів, 3-6 % клітковини, 2-3 % мінеральних залишків. Серед жирів переважає арахідоїл-діолеїлгліцерол (майже 50 %). Серед жирних кислот насичені та ненасичені представлені майже 1:1, найбільше в насінні олеїнової (40 %) та арахінової (36 %) кислот. За складом жир з насінини нагадує какао-масло.

### У медицині
Рамбутан використовували в традиційній малайській медицині для лікування діабету та високого артеріального тиску. Плоди вважалися засобом від діареї та дизентерії, кашицю з листя використовували проти головного болю. Відвар коренів рамбутану давали пацієнтам з хворобами язика.